# 31-es busz (Székesfehérvár)
A székesfehérvári 31-es jelzésű autóbusz a Vasútállomás és a Béla utca között közlekedik. 1976-ban hozták létre, eredetileg a Videoton (Vadásztöltény-) gyárig közlekedett. Később a Béla út felé meghosszabbították, és a végállomását is ide helyezték át. Egyes menetek jelenleg is a Videoton érintésével járnak. A viszonylatot a Volánbusz üzemelteti.

## Útvonala
A zárójelben lévő szakaszt csak a Videoton megállóhelyhez betérő menetek érintik.
| Béla utca felé | Vasútállomás felé |
| --- | --- |
| Vasútállomás vá. – Béke tér – Deák Ferenc utca – József Attila utca – Rákóczi utca – Király sor – Budai út – Budai út – Fiskális út (– Túrózsáki út – Berényi út ) – Béla utca – Béla utca vá. | Béla utca vá. – Béla utca (– Berényi út – Túrózsáki út) – Fiskális út – Budai út – Budai út – Király sor – Rákóczi utca – József Attila utca – Deák Ferenc utca – Béke tér – Vasútállomás vá. |

## Megállóhelyei
| 31 (Vasútállomás – Béla utca)                     | 31 (Vasútállomás – Béla utca) | 31 (Vasútállomás – Béla utca) | 31 (Vasútállomás – Béla utca) | 31 (Vasútállomás – Béla utca) | 31 (Vasútállomás – Béla utca) | 31 (Vasútállomás – Béla utca)                                                    | 31 (Vasútállomás – Béla utca) |
| Perc (↓)                                          | Perc (↓)                      | Megállóhely                   | Perc (↑)                      | Perc (↑)                      | Átszállási kapcsolatok | Létesítmények                                                                    |                               |
| ------------------------------------------------- | ----------------------------- | ----------------------------- | ----------------------------- | ----------------------------- | --- | -------------------------------------------------------------------------------- | ----------------------------- |
| 0                                                 | 0                             | Vasútállomás végállomás       | 28                            | 24                            | 13, 13A, 13G, 13Y, 20, 30, 31E, 32, 33, 34, 35, 36, 37, 38, 40, 41, 43, 44 7315, 7398, 8010, 8011, 8013, 8082, 8086, 8092, 8093, 8624 S30 G30 Z30 S34 S35 G43 S150 S440 S450 IC, sebesvonat, gyorsvonat, expresszvonat | Vasútállomás, Vasvári Pál Gimnázium, Kodály Zoltán Általános Iskola és Gimnázium |                               |
| 2                                                 | 2                             | Árpád utca                    | 26                            | 22                            | 31E, 32 | Szovjet katonai temető                                                           |                               |
| 3                                                 | 3                             | Budai út / Deák Ferenc utca   | 25                            | 21                            | 31E, 32 | Fejér Vármegyei Rendőr-főkapitányság                                             |                               |
| 7                                                 | 7                             | Áron Nagy Lajos tér           | 21                            | 17                            | 16, 17, 23, 24, 25, 30, 32, 33, 34, 35 | Fehérvár Áruház                                                                  |                               |
| 9                                                 | 9                             | Széna tér                     | 19                            | 15                            | 16, 17, 23, 24, 25, 30, 32, 33, 34, 35 | Jézus Szíve Templom, Széna téri Általános Iskola, E-ON Dél-Dunántúl              |                               |
| 10                                                | 10                            | Huba köz                      | 18                            | 14                            | 16, 17, 24, 25, 30, 35 |                                                                                  |                               |
| 11                                                | 11                            | Király sor / Géza utca        | 17                            | 13                            | 16, 17, 24, 25, 30, 35 |                                                                                  |                               |
| 13                                                | 13                            | Halesz park                   | 15                            | 11                            | 17, 22, 23, 23E, 31E | Halesz park                                                                      |                               |
| 15                                                | 15                            | Fiskális út / Budai út        | 13                            | 9                             | 17, 22, 23, 23E, 31E 707, 747, 748, 749, 750, 751, 757, 758, 8030, 8035 | Öreghegyi Magyarok Nagyasszonya Plébániatemplom, Budai úti református templom    |                               |
| 17                                                | 17                            | Bártfai utca                  | 11                            | 7                             | 23, 23E, 25, 31E |                                                                                  |                               |
| 18                                                | 18                            | Késmárki utca                 | 10                            | 6                             | 23, 23E, 25, 31E |                                                                                  |                               |
| 19                                                | 19                            | Pozsonyi út / Fiskális út     | 9                             | 5                             | 23, 23E, 24, 25, 31E, 32 |                                                                                  |                               |
| 20                                                | 20                            | Máriavölgyi elágazás          | 8                             | 4                             | 23, 23E, 26A, 31E, 32 |                                                                                  |                               |
| Egyes menetek a Videoton érintésével közlekednek. |                               |                               |                               |                               | |                                                                                  |                               |
| 21                                                | ∫                             | Videoton                      | 5                             | ∫                             | 23, 23E, 26, 26A, 26G, 31E, 32, M26 718, 8010, 8011, 8013, 8030, 8035 | Videoton Ipari Park                                                              |                               |
| 22                                                | 21                            | Köztemető                     | 3                             | 3                             | 26 718, 8010, 8013 | Béla úti köztemető                                                               |                               |
| 23                                                | 22                            | Bicskei utca                  | 2                             | 2                             | 26 | Bory-vár                                                                         |                               |
| 24                                                | 23                            | Szeredi utca                  | 1                             | 1                             | 26 718, 8010, 8013 |                                                                                  |                               |
| 25                                                | 24                            | Béla utca végállomás          | 0                             | 0                             | 26 |                                                                                  |                               |